# Sigmund Theophil Staden
Sigmund Theophil Staden (ochrzczony 6 listopada 1607 w Kulmbach, pochowany 30 lipca 1655 w Norymberdze) – niemiecki kompozytor, organista i teoretyk muzyki.

## Życiorys
Syn Johanna Stadena. Muzyki uczył się początkowo od ojca, następnie w latach 1620–1623 był uczniem Jakoba Paumanna w Augsburgu. Otrzymał wszechstronne wykształcenie, grał na organach, violi, kornecie, fagocie, skrzypcach, puzonie. W 1623 roku otrzymał posadę miejskiego instrumentalisty w Norymberdze. W 1627 roku wyjechał do Berlina, gdzie został uczniem Waltera Rowego. Po powrocie do Norymbergi został w 1634 roku organistą w kościele św. Wawrzyńca.
Komponował głównie pieśni, największe znaczenie ma jednak jego singspiel Seelewig (opublikowany w IV części Frauenzimmer Gesprächspiele, 1644), będący pierwszym tego typu utworem dramatycznym autorstwa kompozytora niemieckiego, opartym na wzorcach włoskich. Opublikował prace teoretyczne Entwerfung dess Anfangs, Fortgangs, Enderungen, Brauchs und Missbrauchs der edlen Music (1643) i Rudimentum musicum, das ist Kurtze Unterweisung dess Singens für die liebe Jugend (1648), w których sformułował zasady muzyki i zamieścił wskazówki dotyczące sztuki śpiewu.